# Горячев, Виталий Андрианович
Вита́лий Андриа́нович Горя́чев (27 сентября 1936, Москва — 14 декабря 2017, Москва) — советский и российский авиационный инженер, учёный в области аэродинамики, устойчивости и управляемости воздушных судов, доктор технических наук (1986), заслуженный работник транспорта Российской Федерации (1997).

## Биография
Виталий Горячев родился 27 сентября 1936 года в Москве. В 1959 году он окончил МАИ им. С. Орджоникидзе и начал работать в ГосНИИ ГВФ. 
За период затем до 2003 года он прошёл путь от инженера до генерального директора этого института:
- 1959—1966 годы — инженер, старший инженер, ведущий инженер, принимал участие в лётных испытаниях и исследованиях самолетов Ту-104, Ту-114, Ту-124, Ту-134, Ту-154, Ил-18, Ил-62, Ан-12, Ан-24;
- 1969—1988 годы — начальник научного отдела, руководил разработками в области безопасности полетов, авиационной эргономики, профессиональной подготовки летного состава, создания и применения авиационных тренажеров, защитил диссертации, доктор технических наук (1986);
- 1988—1996 годы — начальник института, а с 1996 по 2003 годы — генеральный директор ГосНИИ ГА.

Значительное внимание в своей научной деятельности Горячев уделил методам лётных испытаний для оценки характеристик манёвренности пассажирских самолётов при заходе на посадку (кандидат технических наук, диссертация защищена в 1969 году) и эргономическим основам создания и применения авиационных тренажеров (доктор технических наук, диссертация защищена в 1986 году)
В период 2003—2006 годы он работал заместителем генерального директора авиакомпании «Авком — коммерческая авиация», а с 2006 по 2017 годы — заместителем генерального директора НПК «Лирсот».
Виталий Андрианович Горячев жил в Москве, он умер 14 декабря 2017 года.

## Награды и звания
- Награждён орденом «Знак Почёта», медалями «Ветеран труда», «В память 850-летия Москвы», нагрудным знаком «Отличник Аэрофлота»
- Лауреат премии Совета министров СССР (1987)
- Заслуженный работник транспорта РФ (1997)